# Aromobates meridensis
Aromobates meridensis es una especie de anfibio anuro de la familia Aromobatidae.

## Distribución geográfica
Esta especie es endémica del estado de Mérida en Venezuela. Habita entre los 1880 y 2400 m sobre el nivel del mar en la cordillera de Mérida.

## Etimología
El nombre de su especie, compuesto por merid[a] y el sufijo latín -ensis, significa "quien vive, que habita", y le fue dado en referencia al lugar de su descubrimiento.

## Publicación original
- Dole & Durant, 1973 "1972" : A new species of Colostethus (Amphibia: Salientia) from the Merida Andes, Venezuela. Caribbean Journal of Science, vol. 12, n.º 3/4, p. 191-193.[5]